# Associazione Calcio Prato 2001-2002
Questa pagina raccoglie le informazioni riguardanti l'Associazione Calcio Prato nelle competizioni ufficiali della stagione 2001-2002.

## Rosa
| N. |                           | Ruolo | Calciatore         |
| -- | ------------------------- | ----- | ------------------ |
|    | Italia (bandiera)         | D     | Luca Antonini      |
|    | Italia (bandiera)         | D     | Matteo Bonatti     |
|    | Rep. del Congo (bandiera) | A     | Chris Bongo Zanoni |
|    | Italia (bandiera)         | D     | Roberto Bucchioni  |
|    | Italia (bandiera)         | C     | Alessandro Campo   |
|    | Italia (bandiera)         | A     | Marco Cellini      |
|    | Italia (bandiera)         | C     | Filippo De Gori    |
|    | Italia (bandiera)         | D     | Andrea Faccini     |
|    | Italia (bandiera)         | C     | Iacopo Fanucchi    |
|    | Italia (bandiera)         | D     | Umberto Gardella   |
|    | Italia (bandiera)         | P     | Paolo Ginestra     |
|    | Italia (bandiera)         | D     | Enrico Gutili      |
|    | Italia (bandiera)         | D     | Luca Isolini       |

| N. |                   | Ruolo | Calciatore         |
| -- | ----------------- | ----- | ------------------ |
|    | Italia (bandiera) | D     | Giuliano Lamma     |
|    | Italia (bandiera) | A     | Luca Lugnan        |
|    | Italia (bandiera) | A     | Vincenzo Maiolo    |
|    | Italia (bandiera) | C     | Cristian Mauro     |
|    | Italia (bandiera) | C     | Mario Morfeo (II)  |
|    | Italia (bandiera) | C     | Nicola Padoin      |
|    | Italia (bandiera) | C     | Luigi Pagliuca     |
|    | Italia (bandiera) | C     | Giovanni Serrapica |
|    | Italia (bandiera) | D     | Daniele Stirpe     |
|    | Italia (bandiera) | A     | Michele Tarallo    |
|    | Italia (bandiera) | P     | Paolo Toccafondi   |
|    | Italia (bandiera) | D     | Federico Vettori   |
|    | Italia (bandiera) | A     | Manuel Viviani     |